# Vergheas
Vergheas ist eine französische Gemeinde mit 66 Einwohnern (Stand 1. Januar 2022) im Département Puy-de-Dôme in der Region Auvergne-Rhône-Alpes (vor 2016 Auvergne). Die Gemeinde gehört zum Arrondissement Riom und zum Kanton Saint-Éloy-les-Mines (bis 2015 Pionsat). 

## Lage
Vergheas liegt etwa 48 Kilometer westnordwestlich von Riom und etwa 56 Kilometer nordwestlich von Clermont-Ferrand am Flüsschen Pampeluze. Umgeben wird Vergheas von den Nachbargemeinden Saint-Maurice-près-Pionsat im Norden, Roche-d’Agoux im Norden und Nordosten, Charensat im Süden und Osten sowie Charron im Westen.

## Weblinks

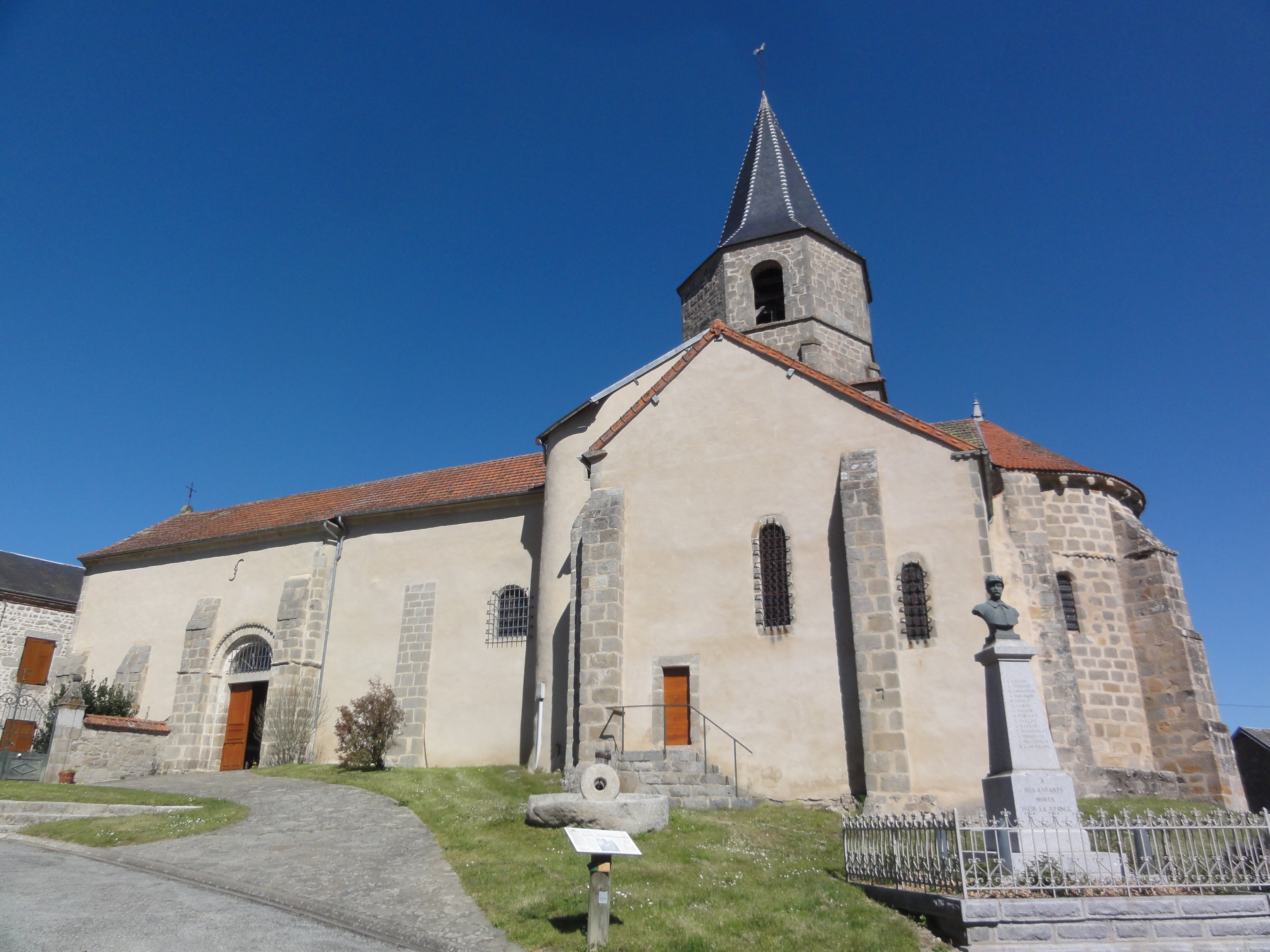
Kirche Notre-Dame-de-l'Assomption

## Bevölkerungsentwicklung
| Jahr                       | 1962 | 1968 | 1975 | 1982 | 1990 | 1999 | 2006 | 2013 |
| Einwohner                  | 195  | 173  | 149  | 127  | 111  | 75   | 71   | 76   |
| Quellen: Cassini und INSEE |      |      |      |      |      |      |      |      |

## Sehenswürdigkeiten
- Kirche Notre-Dame-de-l'Assomption